# Peter Loontiens
Peter Loontiens (* 16. September 1958 in Dinslaken) ist ein ehemaliger deutscher Fußballspieler, der bis 1989 als Profi aktiv war.
Nach seiner Jugendzeit bei SuS Dinslaken und dem VfB Lohberg spielte Loontiens zunächst zwei Jahre in der Verbandsliga Niederrhein bei Hamborn 07, mit denen er 1980 in die Oberliga Nordrhein aufstieg. In der Folgezeit wurde er Fußball-Profi und spielte für Borussia Mönchengladbach (1980–82), Bayer 05 Uerdingen (1982–1986), Hertha BSC (1986/87), Viktoria Aschaffenburg (1987/1988) und zum Abschluss seiner Karriere bei Preussen Krefeld (1988/1989).
1985 wurde Peter Loontiens mit Bayer Uerdingen DFB-Pokalsieger. Der gelernte Industriekaufmann, der heute als Versicherungsfachmann in einer LVM-Filiale in Mönchengladbach arbeitet, absolvierte insgesamt 73 Spiele in der Bundesliga und erzielte dabei 20 Tore. In der 2. Bundesliga kam er auf 14 Tore in 52 Einsätzen.